# 安田猛 (棒球)
安田猛（日语：／ Yasuda Takeshi，1947年4月25日—2021年2月20日）是日本一名棒球投手，出身于福冈县筑上郡的椎田町（现筑上町）。

## 早期经历
1965年，安田猛代表福冈县的福冈县立小仓高等学校参加了第37屆選拔高等學校棒球大會。他们在首轮比赛中惜败于由冈本喜平（岡本喜平）担任王牌投手的和歌山市立和歌山商業高等學校；而和歌山商業高校棒球队在当年的大會获得了亚军。同年，安田猛带领的小仓高校打进了春季九州大赛决赛；但在决赛中输给了由山中正竹担任王牌的佐伯鹤城高等學校。而在全国高中棒球锦标赛的预选赛——夏季福冈大赛的半决赛上，安田猛及小仓高校被福冈县立三池工业高等学校的山田卓三给完封而淘汰。而三池工则在当年代表福冈县出战第47届全国高级中学棒球锦标赛并拿下冠军。
高中毕业后，安田猛考入早稻田大学教育学系并成为早稻田大学棒球队队员，他共计为早稻田大学棒球队出场18次，拿下4胜投2败投的成绩。由于同期同队里也有身为左投手的小坂敏彦且表现比安田优秀，因此安田直到入队第2年才有机会在联赛中登场。入队第3年，安田猛为早稻田大学棒球队拿下1968年的东京Big6大学联赛冠军做出了重要贡献。而在与法政大学的比赛中，安田猛遭遇了自入队第1年就表现活跃的高中对手山田卓三。但在大学时代的比赛中，安田猛以“2比1”的完投胜利战绩洗刷了高中时代的耻辱。在安田同期的队友里，包括安田猛在内的小坂敏彦、谷泽健一、荒川尧、小田义人等7人都在毕业后进入了日本职棒。
大学之后，安田猛与小田义人一同加入了市民棒球的大昭和制纸棒球队并在其中表现良好。1970年，安田猛作为救援投手参加了第41届都市棒球对抗大赛。顺利晋级半决赛后，安田猛遇到了现在代表住友金属棒球队的高中对手山中正竹和冈本喜平；在这次对决中，安田猛取得了胜利并带领队伍赢下了第三场胜利。决赛时大昭和制纸棒球队遭遇了三菱重工棒球队，两支队伍在常规比赛中打成平局；但在最后的加时赛里，大昭和制纸棒球队取得了最终胜利。在这次比赛的第7局里，安田猛作为山根政明的救援投手登场并表现优异，他也因此拿下了最优秀选手的“桥户奖”。事实上，大昭和制纸棒球队在都市棒球对抗大赛的预选赛阶段表现得并不顺利。为了应对球队以后可能遇到的困难，安田猛在正式比赛的前一个月接受了球队前辈、捕手长仓春生（長倉春生）的建议，开始对慢速球进行特训并开发出了时速只有60公里的超慢速球。依靠着这种超慢速球，安田猛以救援投手的身份参与了球队所有正规赛阶段的比赛并为球队胜利作出了重要贡献。安田猛自己也表示，这次比赛是他棒球生涯的重要转折点。1971年，安田猛继续出战第42届都市棒球对抗大赛。但在首轮对决电电近畿棒球队时，球队先发投手加藤初被对手克制；即便安田猛以后援投手登场拯救比赛，却还是输掉了这个比赛。

## 职业生涯
安田猛在1971年度日本职棒选秀会上以第6名的身份被养乐多阿童木队选中。在1972年开始的首个职业赛季里，安田猛以技巧派投手的身份活跃在赛场上。在新秀赛季里，安田猛共计出场50次并达成了7胜投5败投的战绩。在该赛季，他以防御率2.08的成绩拿下了当季新人王和日本职棒防御率王两个头衔。而在1973年赛季里，安田猛以防御率2.02的成绩蝉联了日本职棒防御率王和全联盟出场次数最多球员两个头衔。也是在该赛季，安田还创造了日本职棒最多连续无四球比赛记录（连续5场比赛）；并且他还创下了从1973年7月16日对战阪神虎到同年9月9日再度对战阪神虎连续共计81局无四死球纪录。有趣的是，这个纪录开始于田渊幸一被敬远之后并同时也是终止于对田渊幸一的敬远。
1974年4月，安田猛在新日铁堺棒球队所属的堺滨野球场练习投球时，他右膝半月板出现损伤。安田一度重伤到无法行走，但他却奇迹般地在赛季中伤愈复出。在出场次数比前一赛季少一半的情况下，安田猛还是拿下了9次胜投的成绩。从1945年开始，安田猛一直是球队先发队员并连续4年取得了两位数胜投的成绩。他与松冈弘组成了球队的左、右投王牌，通过平均每赛季15次胜投的成绩为即将登顶的东京养乐多燕子队提供了强有力的支持。也是从这一年开始，安田猛连续3年创下全联盟无四球比赛场数最多的记录。1978年，在东京养乐多燕子队首次拿下联赛冠军的赛季，安田猛拿下15次胜投的成绩。但也在同年的日本大赛中对战坂急勇士队时，第一战先发出场的安田猛在第8局投球时崩溃而导致球队被逆转；而在第四站时，同样先发出场的安田猛在首局就出现了4个失分（其中3个自责分），使得安田在第2局就被换下。
右膝的伤势导致安田猛在1979年之后就成绩低迷，而1981年的左膝半月板损伤进一步迫使他在同年宣布退役。

### 职业战绩

#### 投手数据
| 赛季                                             | 出场 | 首发 | 完投 | 完封 | 无四球 | 胜投 | 败投 | 保胜   | 中继   | 胜率   | 打者场次 | 投手场次 | 被安打 | 被全垒打 | 保送 | 敬远 | 死球 | 三振 | 暴投 | 犯规 | 失分 | 自责分 | 防御率 | WHIP |
| ------------------------------------------------ | ---- | ---- | ---- | ---- | ------ | ---- | ---- | ------ | ------ | ------ | -------- | -------- | ------ | -------- | ---- | ---- | ---- | ---- | ---- | ---- | ---- | ------ | ------ | ---- |
| 1972年                                           | 50   | 12   | 3    | 2    | 1      | 7    | 5    | 不適用 | 不適用 | .583   | 668      | 168.2    | 136    | 6        | 31   | 4    | 2    | 81   | 0    | 0    | 51   | 39     | 2.08   | 0.99 |
| 1973年                                           | 53   | 14   | 11   | 4    | 5      | 10   | 22   | 不適用 | 不適用 | .455   | 799      | 208.2    | 175    | 13       | 25   | 9    | 1    | 107  | 0    | 0    | 50   | 47     | 2.02   | 0.96 |
| 1974年                                           | 28   | 15   | 4    | 0    | 0      | 9    | 5    | 0      | 不適用 | .643   | 547      | 130.1    | 143    | 6        | 17   | 5    | 4    | 63   | 0    | 0    | 50   | 46     | 3.18   | 1.23 |
| 1975年                                           | 44   | 27   | 13   | 3    | 7      | 16   | 12   | 4      | 不適用 | .571   | 978      | 243.2    | 238    | 20       | 36   | 10   | 0    | 101  | 1    | 0    | 78   | 74     | 2.73   | 1.12 |
| 1976年                                           | 38   | 32   | 12   | 0    | 6      | 14   | 13   | 2      | 不適用 | .519   | 954      | 229.1    | 242    | 38       | 32   | 9    | 2    | 79   | 0    | 1    | 113  | 100    | 3.93   | 1.19 |
| 1977年                                           | 51   | 20   | 8    | 1    | 3      | 17   | 16   | 6      | 不適用 | .515   | 894      | 214.0    | 229    | 35       | 51   | 10   | 3    | 108  | 2    | 0    | 95   | 89     | 3.74   | 1.31 |
| 1978年                                           | 47   | 21   | 6    | 1    | 0      | 15   | 10   | 4      | 不適用 | .600   | 800      | 182.2    | 228    | 13       | 50   | 9    | 3    | 71   | 1    | 1    | 92   | 80     | 3.93   | 1.52 |
| 1979年                                           | 19   | 10   | 0    | 0    | 0      | 1    | 4    | 0      | 不適用 | .200   | 221      | 46.1     | 69     | 8        | 21   | 3    | 1    | 19   | 1    | 0    | 32   | 32     | 6.26   | 1.94 |
| 1980年                                           | 22   | 9    | 2    | 2    | 1      | 4    | 3    | 1      | 不適用 | .571   | 319      | 77.2     | 77     | 12       | 20   | 3    | 0    | 24   | 0    | 0    | 33   | 33     | 3.81   | 1.25 |
| 1981年                                           | 6    | 0    | 0    | 0    | 0      | 0    | 0    | 0      | 不適用 | 不適用 | 32       | 7.0      | 11     | 3        | 2    | 0    | 0    | 2    | 0    | 0    | 7    | 7      | 9.00   | 1.86 |
| 合计                                             | 358  | 160  | 59   | 13   | 23     | 93   | 80   | 17     | 不適用 | .538   | 6212     | 1508.1   | 1548   | 154      | 285  | 62   | 16   | 655  | 5    | 2    | 601  | 547    | 3.26   | 1.22 |
| 注：粗体红字代表该数据为当年所属联盟的最佳成绩。 |      |      |      |      |        |      |      |        |        |        |          |          |        |          |      |      |      |      |      |      |      |        |        |      |

#### 个人纪录
- 初次纪录
  - 初次登场：1972年4月16日，与大洋鲸队第一轮赛事（明治神宫棒球场）。从第4局初以第二投手身份救援登场，3局2失分。
  - 初次首发：1972年4月18日，与阪神虎队第一轮赛事（明治神宫棒球场）。7⅓局1失分，局势难解难分。
  - 初次胜投：1972年4月27日，与广岛东洋鲤鱼队第二轮赛事（广岛市民球场（日语：広島市民球場 (初代)））。从第4局末以第二投手身份救援登场并投完，6局1失分。
  - 初次完投 / 完封：1972年8月5日，对大洋鲸队第十五轮赛事（川崎球场（日语：川崎球場））。
  - 初次本垒打：1974年10月10日，对中日龙队第二十五轮赛事（明治神宫棒球场）。第2局末对战三泽淳（日语：三沢淳）时敲出2垒本垒打。
  - 初次救援成功：1975年6月1日，对广岛东洋鲤鱼队第六轮赛事（广岛市民球场）。从第9局末以第二投手身份救援登场并投完，1局0失分。

- 其他纪录
  - 日本职棒全明星赛出场纪录：3次（1973年 / 1975年 / 1977年）
  - 单一赛季连续无四球局数：81局（1973年）[a]——同时也为日本职棒最高纪录

#### 球服背号
- 球员时代：22号（1972年－1981年）

- 教练时代：79号（1982年－11986年） / 82号（1990年－1994年）

### 荣誉奖项
- 桥户奖（日语：都市対抗野球大会）（1970年）

- 日本职棒新人王（1972年）

- 日本职棒防御率王（1972年 / 1973年）

### 脚注
1. ↑  白木义一郎在1949年到1950年跨两个赛季里创下了连续91局无四球纪录。

### 出典
1. ↑  . 产经体育.   [2021-02-21]. （原始内容存档于2015-08-29）.
2. ↑  . 东京中日体育.   [2021-02-21].[]
3. ↑  . 体育日报.   [2021-02-21]. （原始内容存档于2021-03-02）.
4. ↑  . 日刊体育.   [2021-02-21]. （原始内容存档于2021-03-02）.
5. ↑  毎日新闻社; 日本高等学校棒球联盟. . 东京: 毎日新闻社. 1989-01.
6. ↑  朝日新闻社; 日本高等学校棒球联盟. . 东京: 朝日新闻社. 1989-06.
7. ↑  . 体育日本.   [2021-02-23]. （原始内容存档于2021-02-23）.
8. 1 2  毎日新闻社; 日本棒球联盟. . 东京: 毎日新闻社. 1990-01.
9. ↑  . 周刊棒球 (东京: 棒球杂志社). 2009-08-17, (2009年8月17日): 16–17 （日语）.
10. ↑  . 体育日本. 2007-08-20  [2021-02-22]. （原始内容存档于2015-12-11）.
11. ↑  近藤 1986，第46頁
12. ↑  近藤 1986，第50頁

### 文献
* 近藤, 唯之.  [退役那场戏] 文库版. 新潮社. 1986. ISBN 9784101322049 （日语）.